# OK Kamnik (volley-ball féminin)
OK Calcit Volleyball est un club slovène de volley-ball fondé en 1947 et basé à Ljubljana, évoluant pour la saison 2019-2020 en 1. DOL ženske.

## Palmarès
- Championnat de Slovénie[3]
  - Vainqueur : 2010, 2015[4], 2016, 2020[5]
  - Finaliste : 2011, 2012, 2013, 2014[6]2017, 2018[7]
- Coupe de Slovénie[3]
  - Vainqueur : 2013, 2014, 2019[8]
  - Finaliste : 2010, 2011, 2012, 2016[9]2017, 2018[10]2020.

## Effectifs

### Saison 2020-2021
| No                                       | Nom                                      | Date de naissance                        | Taille                         | Poids                          | Poste                          |
| ---------------------------------------- | ---------------------------------------- | ---------------------------------------- | ------------------------------ | ------------------------------ | ------------------------------ |
| 2                                        | Zala Špoljarič                           | 2 février 2002                           | 170                            | 58                             | Libero                         |
| 4                                        | Katja Mihevc                             | 3 avril 1997                             | 186                            | 72                             | Centrale                       |
| 5                                        | Eva Pogačar                              | 14 juillet 2000                          | 185                            | 70                             | Passeuse                       |
| 6                                        | Polona Marušič                           | 1er août 1999                            | 170                            | 60                             | Réceptionneuse-attaquante      |
| 7                                        | Špela Marušič                            | 1er août 1999                            | 170                            | 60                             | Passeuse                       |
| 9                                        | Ana Marija Vovk                          | 29 mars 1998                             | 185                            | 75                             | Réceptionneuse-attaquante      |
| 10                                       | Olivera Kostić                           | 9 décembre 1991                          | 185                            | 76                             | Attaquante                     |
| 11                                       | Naja Boisa                               | 19 décembre 2003                         | 188                            | 74                             | Réceptionneuse-attaquante      |
| 12                                       | Eva Zatkovič                             | 2 août 2001                              | 188                            | 63                             | Attaquante                     |
| 13                                       | Leja Janežič                             | 7 mars 1993                              | 171                            | 64                             | Libero                         |
| 14                                       | Lucille Charuk                           | 13 août 1989                             | 188                            | 88                             | Centrale                       |
| 15                                       | Manja Jerala                             | 22 janvier 2002                          | 183                            | 68                             | Réceptionneuse-attaquante      |
| 17                                       | Anđelka Radišković                       | 30 mars 1992                             | 188                            | 66                             | Réceptionneuse-attaquante      |
| 22                                       | Martina Guiggi                           | 1er mai 1984                             | 188                            | 69                             | Centrale                       |
|                                          |                                          |                                          |                                |                                |                                |
| Encadrement technique                    | Encadrement technique                    |                                          | Légende                        | Légende                        | Légende                        |
| Entraîneur : Aljoša Jemec                | Entraîneur : Aljoša Jemec                | Entraîneur : Aljoša Jemec                | : Capitaine                    | : Capitaine                    | : Capitaine                    |
| Entraîneur(s) adjoint(s) : Gregor Rozman | Entraîneur(s) adjoint(s) : Gregor Rozman | Entraîneur(s) adjoint(s) : Gregor Rozman | : Joueuse blessée actuellement | : Joueuse blessée actuellement | : Joueuse blessée actuellement |